# Skate 2
Skate 2 est la suite du jeu Skate, sortie le 11 octobre 2007 en France, édité par Electronic Arts et développé par EA Black Box. Le jeu est sorti le 21 janvier 2009 aux États-Unis et le 23 janvier 2009 en France. Electronic Arts a créé un autre jeu vidéo nommé Skate It sur Wii et Nintendo DS.  Une suite de Skate 2 nommée Skate 3 est disponible en magasin depuis le  14 mai 2010 en France.

## Histoire
L'aventure commence dans la ville nouvelle de New San Vanelona. La ville de New San Vanelona est la même que celle arpentée dans le jeu Skate 1, celle-ci s'appelait alors San Vanelona. Seulement, la ville a connu de très fortes modifications à la suite d'un tremblement de terre. Le personnage qu'incarne le joueur sort de prison et découvre ainsi la ville nouvelle. À sa sortie de prison, le joueur est récupéré par un ancien ami appelé Reda. Le personnage de Reda était déjà présent dans le premier épisode, celui-ci sera d'ailleurs votre cadreur tout au long du jeu. Le motif de son incarcération sera tenu secret tout au long de l'aventure. En plus d'une ville profondément transformée, l'on découvre que la politique de la ville vis-à-vis de la pratique du skate a profondément changée. Autrefois libres, les skaters sont désormais de plus en plus contraints dans leurs pratiques. Une société s'est même spécialisée dans la chasse aux skaters : la Mongocorp. 
Le but du jeu sera de vous refaire un nom dans le milieu en rencontrant d'autres professionnels du genre et en relevant leurs défis. Le joueur devra aussi se trouver un sponsor qu'il pourra choisir parmi les différentes marques présentent dans le jeu.

## Personnages Principaux
Le jeu compte à la fois des personnages réels, skaters et présent dans le jeu en tant que professionnels et des personnages de fiction. L'avatar incarné par le joueur ne correspond pas à un schéma préétabli, son apparence physique est modelée par le joueur au début de l'aventure. De plus, celui-ci ne parle jamais tout au long de sa progression. Le premier personnage que l'on rencontre dans le jeu est Reda, notre ami et cadreur. Celui-ci nous accompagne tout au long du jeu. Détail amusant, la vue à la troisième personne par laquelle nous suivons notre avatar tout au long du jeu est en réalité la vue depuis l'objectif de la caméra de Reda. Le second personnage que l'on croise lors de l'aventure s'appelle Slappy. Il est le fondateur et propriétaire du skatepark du même nom. Le premier personnage réel à nous proposer un défi est Atiba Jefferson, celui-ci est un photographe Américain connu pour ses clichés sur le skate. Il remplit dans le jeu skate le même rôle et prendra des photos tout au long de l'aventure. De très nombreux professionnels de la discipline sont d'ailleurs présents au sein du jeu. L'on peut compter : 
- Pat Duffy
- PJ Ladd
- Mark Appleyard
- Colin McKay
- Marc Johnson
- Jake Brown
- Dennis Busenitz
- John Cardiel
- Alex Chalmers
- Ryan Gallant
- Jerry Hsu
- Ray Barbee
- Mike Carroll
- Jason Dill
- Rob Dyrdek
- Ryan Smith
- Terry Kennedy
- Braydon Szafranski
- Darren Navarette
- Danny Way
- Chris Haslam
- John Rattray
- Lucas Puig
- Eric Koston
- Chris Cole

Soit un total de 25 personnalités présentes. En plus de ces skateurs réels apparaissent des personnages fictifs qui vont la plupart du temps justifier leur présente en octroyant des services. C'est pas exemple le cas de Sammy qui était déjà présente dans le premier épisode. Celle-ci vide les piscines afin que celles-ci soient praticables contre de l'argent. Certains autres organisent des compétitions comme des courses. Dans l'aventure, chaque personnage ne s'occupe que d'un domaine de compétition. Shingo est l'une des rares exception du jeu en la matière puisqu'il ne rend aucun service et ne crée aucun concours.

## Nouveautés
Skate 2 intègre un grand nombre de fonctionnalités qui faisaient défaut a Skate premier du nom. À commencer par le fait de pouvoir descendre de sa planche de skate, chose qui n'était pas possible dans le premier jeu Skate. Cette nouvelle possibilité va permettre au joueur de déplacer divers objets disponibles dans la ville afin de créer ses propres spots. À pied le joueur pourra aussi rentrer des figures en caveman. On pourra par exemple faire bouger les barrières ou encore les rails et rampes de lancement. Pouvoir descendre de sa planche permet aussi au joueur de pouvoir monter les escaliers à pied ce qui était précédemment impossible. Certaines figures qui manquaient dans le premier épisode ont été ajoutées comme les foot-plan, les bones ou encore les hand-plan. Il est aussi désormais possible de faire des hippy-jumps. Des figures en grab ont aussi été ajoutées comme les fingerflip. Le système d'éditeur de rediffusion a là aussi été nettement amélioré par rapport à celui du premier opus. L'une des grosses nouveautés est le fait de pouvoir déclencher des chutes volontairement. Ce système de chute inclut la possibilité de diriger son skater en l'air. En mode carrière, chaque chute donne un certain score. Des défis ont aussi été intégrés dans le jeu à la suite de ce nouveau mode baptisé mode Trasher. Il est aussi désormais possible d'intégrer un personnage féminin ce qui là encore manquait dans le premier épisode.

## Critiques
| Site internet ou magazine | Notes  |
| ------------------------- | ------ |
| IGN                       | 8,3/10 |
| Jeuxvideo.com             | 17/20  |
| Gamekult                  | 7/10   |
| JeuxActu                  | 16/20  |
| Jeuxvideo.fr              | 6/10   |

Le jeu fut très bien accueilli par la communauté comme par la critique. Il obtenu par exemple une note moyenne de 17/20 de la pars des membres de Jeuxvideo.com. Les raisons avancées de ce succès sont avant tout la bonne maniabilité et les sensations réalistes procurées par le jeu. Le souci de réalisme affiché par le jeu a été reconnu par la majorité des joueurs qui ont salué cet aspect comme l'un des points les plus appréciables de tous. La ville de New San Vanelona rencontra aussi un écho très positif auprès des vidéotesteurs comme des joueurs lambda. Seulement le jeu n'est pas exempt de défauts. Le premier étant l'effet 1.5 procuré par le jeu. Beaucoup de testeurs ont pointé le côté anecdotique des nouveautés et pointé du doigt le manque de renouveau. Ainsi le mode boucherie qui permet de diriger son avatar dans les airs pendant une chute ne serait pas vraiment d'une réelle utilité. Même si le fait de pouvoir maintenant descendre de sa planche est un atout majeur, beaucoup de critiques ont pointé du doigt la mauvaise maniabilité de phases de jeu au sol. La possibilité d’enregistrer ses parties est par contre l'une des nouveautés que la communauté aura su retenir.

## La ville de New San Vanelona
La ville de New San Vanelona qui fait office de terrain de jeu tout au long de l'aventure est l'un des points qui a su rendre le jeu intéressant. Cette mégalopole très typée côte ouest Américaine a l'avantage d'être gigantesque. Par souci de réalisme et de jouabilité, la ville est composée de différents quartiers qui offrent au personnage différentes façons de jouer. En effet chacun de ces quartiers possède des caractéristiques bien spécifiques, ceux-ci apportent donc une certaine diversité inattendue dans un jeu de skate. Le plan de la ville définit clairement 7 aires:
- Le Centre-ville : C'est la partie la plus dense de la ville. Elle offre plusieurs gaps et lignes intéressantes. Seulement cette aire ne sera pas facile à jouer pour un débutant dans le jeu et ceci dû au nombre considérable de voitures et de piétons. On y trouve aussi beaucoup de zones interdites d'accès par la mongocorp. Même si théoriquement il est possible de les traverser, la présence de la Mongocorp complique les choses car ses agents vous courserons si vous skater dans la zone. De plus si vous perdez la poursuite ils vous feront tomber et vous serez remis automatiquement dans une zone appropriée. Plusieurs endroits clés du jeu sont situés dans le secteur et on dénombre au total:
Skatepark: En théorie il n'y a qu'un seul skatepark présent dans le quartier qui ne s'affiche sur la carte, de plus celui-ci n'est pas accessible dès le début du jeu et se débloque en mode carrière. Il s'agit du Monster Clubhouse un centre avec une zone en plein air ainsi qu'une petite partie indoor. Celui-ci ressemble à peu près au Mégapark de par les grandes pentes dont il dispose. Seulement un autre skatepark est présent dans la zone même s'il s'agirait à première vue d'un endroit caché puisqu'il est le seul skatepark du jeu à ne pas être indiqué sur la carte. Il se trouve au dernier étage du bâtiment central de la place Matrix et ne semble pas porter de nom. De plus de nombreux parks sont situés à proximité de la zone comme le GCR.
Places: On compte de très nombreuses et vastes places dans le centre-ville. La Matrix Plaza est l'un des endroits clé du jeu. Elle est immense et l'on trouve en son centre un imposant bâtiment abritant le skatepark sans nom. De plus on y trouve l'un des spot à battre du jeu, le fil du rasoir qui se situe sur un bassin d'eau. La place de la bibliothèque est une autre place du secteur. Même si moins imposante elle offre quand même certains endroits sympathiques. C'est par exemple le cas du set de marche qui se situe à l'est, celui-ci ne fait pas office de spot officiel mais l'on peut s'y affronter dans des parties de skate en mode carrière, jeu à plusieurs et en ligne.
-  La Montagne Cougar : La Montagne Cougar est une partie située au nord de la ville de New San Vanelona. Celle-ci a la particularité d'être composée de nombreuses pentes ce qui la rend propice à la pratique de la descente en skate. On peut aussi y trouver de nombreuses zones célèbres du jeu comme le barrage ou encore le Méga Park. Cette spécificité est aussi liée a la géographie particulière du lieu. Celle-ci permet l'intégration dans le jeu d'environnements vastes et fortement pentus.
Skatepark: Le plus célèbre skatepark est bien évidemment le Méga-Park cité précédemment. C'est aussi le seul présent dans la zone même si certains équivalents peuvent exister. Le Fun Track par exemple se débloque ou plutôt s'achète en mode carrière. Celui-ci, situé en bordure du Méga-park peut être vu comme une extension de celui-ci plus que comme un skatepark à part entière. Le Méga-Park a aussi la spécificité d'être le plus grand skatepark du jeu. On le découvre normalement en même temps que Danny Way qui nous propose un défi par la même occasion. Il est aussi possible de passer du Méga-Park au Fun Track et vice-versa en sautant a certains endroits.
Places: La Montagne Cougar ne compte aucune place.
Spots: Cette zone de la montagne demeure la plus fournie en spots divers et variés. Il s'agit la plupart du temps de spots raccourcis que l'on peut trouver en bordure de grandes routes qui descendent la montagne. Ces spots sont réputés parmi les plus durs du jeu car ils doivent pour la plupart être réalisés à grande vitesse ce qui réduit la précision du saut. Autre que le barrage, on pense aussi immédiatement au spot des lettres New San Vanelona. Celui-ci nous est dévoilé par Danny Way dans ses défis. On pense aussi au camping et aux tranchées alentours. Le joueur averti pourra trouver de bonnes sensations sur la montagne à condition de savoir où chercher. Il est par exemple possible de sauter par-dessus le pont Cougar avec assez de vitesse.

## Les «spots» cachés
Le jeu propose différents challenges au joueur. Parmi eux se trouvent les nombreux spots présents dans la ville. En skate, un spot est un endroit spécifique qui permet la pratique du skate. Il peut s'agir d'un escalier que les pratiquants s'amusent à sauter ou encore des surfaces arrondies. Dans le jeu, ces spots sont situés à différents endroits du terrain. En réalisant des figures sur ces spots, le joueur reçoit un certain nombre de points. Ce nombre de points varie en fonction de la difficulté de la figure réalisée. On dénombre 22 spots cachés dans le jeu,
| Numéro | Nom du Spot          | Lieu (par quartier)          |
| ------ | -------------------- | ---------------------------- |
| 1      | Déchire le Gap       | Montagne Cougar              |
| 2      | Vitesse limitée      | Bout du déversoir            |
| 3      | Nouvelle Mini Méga   | Haut du district résidentiel |
| 4      | Nénuphars            | Bord de mer                  |
| 5      | Explose le huba      | Stacks-Up                    |
| 6      | Le mur               | Sunset heights               |
| 7      | Bas-côté             | Vieille ville                |
| 8      | Livres               | Lycée général                |
| 9      | Auvent de glace      | Bas du district résidentiel  |
| 10     | Sur le pont          | Vieille ville                |
| 11     | Alphabet             | Stacks-Up                    |
| 12     | Fil du rasoir        | Centre-ville                 |
| 13     | Lunes Percées        | Bord de mer                  |
| 14     | Cabane de Bienvenue  | Montagne Cougar              |
| 15     | Piscine Dunette      | Bord de mer                  |
| 16     | Arrêt de bus         | Bas du district résidentiel  |
| 17     | Banc ailé            | Bas du district résidentiel  |
| 18     | Manuel en feu        | Bord de mer                  |
| 19     | Statue               | Centre-ville                 |
| 20     | Courbes Urbaines     | Haut de district résidentiel |
| 21     | Ça devient technique | Vieille ville                |
| 22     | Spot dégeu           | Quartier résidentiel Bas     |

## Piscines
En plus des « spots » présents dans la ville, on y trouvera aussi de nombreuses piscines. Celles-ci sont dispersées à travers la ville et doivent être trouvées par le joueur. Une fois trouvées, le joueur devra les vider afin de les rendre praticables. Si le joueur draine le contenu de toutes les piscines et fontaines du jeu, il obtiendra un succès d'une valeurs de 15 G score. On dénombre au total sept piscines dans le jeu.

## Bande Son
La bande son du premier jeu skate avait su s'imposer comme l'un des points forts du jeu. Skate 2 reprend le flambeau de la série en proposant une sélection de musiques très variées allant du metal industriel à la soul. On regrettera cependant le fait que celle-ci ne propose des musiques qu'en anglais. On peut y retrouver des artistes connus comme Rage Against the Machine, les Public Enemy ou encore Sam and Dave et ELO. On notera aussi le mode de sélection musical qui nous offre deux choix en mode carrière : soit de laisser défiler la bande son soit de mettre exclusivement des bruits d’ambiante. Le mode ambiant trouve son intérêt dans le jeu car celui-ci intensifie la musique lorsque le joueur s'approche d'un endroit intéressant.